# Francisco Pacheco de Toledo
Francisco Pacheco de Toledo (Ciudad Rodrigo, 1508 - Burgos, 23 de agosto de 1579) foi um cardeal do século XVII.

## Biografia
Nasceu em Ciudad Rodrigo em 1508. Filho de Juan Pacheco e Ana de Toledo. Ele também está listado como Pacheco Osorio (sobrenomes paternos); Pacheco de Cerralbo, porque seu pai era senhor de Cerralbo; e Pacheco de Villena, sobrenome que adotou quando acompanhou seu tio, o cardeal Pedro Pacheco de Villena (1545), a Roma.
Universidade de Salamanca, Salamanca.
Destinado à vida eclesiástica desde muito cedo. Admitido nas cortes do imperador Carlos V (I da Espanha) e do rei Felipe II da Espanha.
Ordenado sacerdote por seu tio cardeal (nenhuma informação adicional encontrada). Foi para Roma com o tio em 1545, conquistando o apreço do Papa Júlio III, que o nomeou cônego do capítulo da catedral de Salamanca. Cânon do capítulo da catedral de Toledo. Delegado espanhol perante os duques de Florença. Inquisidor Geral da Espanha, 4 de julho de 1557.
Criado cardeal diácono no consistório de 26 de fevereiro de 1561; recebeu o chapéu vermelho e o título de Santa Susanna, em 14 de julho de 1564. Legado papal aos milaneses. Protetor da Espanha perante a Santa Sé. Optou pelo título de S. Pudenziana, 7 de fevereiro de 1565. Optou pelo título de S. Croce in Gerusalemme, 17 de novembro de 1565 (1). Participou do conclave de 1565-1566, que elegeu o Papa Pio V.
Eleito bispo de Burgos, 8 de agosto de 1567. Consagrada, domingo, 26 de outubro de 1567, igreja de S. Croce em Gerusalemme, Roma, pelo Cardeal Antoine Perrenot de Granvelle, Arcebispo de Malines, assistido pelo Cardeal Francesco Gambara, Bispo de Viterbo, e pelo Cardeal Iñigo Avalos de Aragón, OS Iacobis, bispo de Mileto. Embaixador do rei Felipe II perante a Santa Sé para obter a liga do papa e Veneza contra os turcos, 1570; a liga terminou com a batalha vitoriosa de Lepanto. Membro do SC do Santo Ofício. Camerlengo do Sagrado Colégio dos Cardeais, 23 de janeiro de 1572 até 9 de janeiro de 1573. Participou do conclave de 1572, que elegeu o Papa Gregório XIII. Promovido à categoria de arcebispo quando a diocese de Burgos foi elevada à categoria de sé metropolitana, em 22 de outubro de 1574.
Morreu em Burgos 23 de agosto de 1579. Sepultado na capela de Cerralbo, Ciudad Real.